# Helicorthomorpha holstii
Helicorthomorpha holstii är en mångfotingart som först beskrevs av Pocock 1895.  Helicorthomorpha holstii ingår i släktet Helicorthomorpha och familjen orangeridubbelfotingar. Inga underarter finns listade i Catalogue of Life.